# Generaldiözese Hannover
Die Generaldiözese Hannover war ein kirchlicher Aufsichtsbezirk im Bereich der heutigen Evangelisch-lutherischen Landeskirche Hannovers.
Sie entstand 1903 durch die Vereinigung der bisherigen Generaldiözese Calenberg mit der Generalsuperintendentur Lüneburg-Celle. Bei der Neugliederung der landeskirchlichen Verwaltung unter Landesbischof August Marahrens 1936 wurde als Nachfolgeeinrichtung der Sprengel Calenberg gebildet.

## Generalsuperintendenten
- 1903–1905: Carl Schuster (vorher Generalsuperintendent von Calenberg)
- 1905–1925: Friedrich Ludwig Hermann Möller
- 1925–1933: Hans Süßmann
- 1933–1936: Karl Stalmann